# هالید

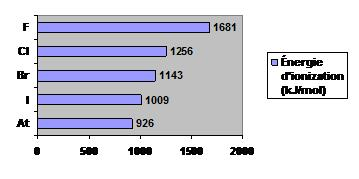
هالیدها

هالیدها (به انگلیسی: Halide) ترکیباتی هستند که در آن یک آنیون از جنس هالوژن به یک کاتیون فلزی یا یک کاتیون چند اتمی متصل شده باشد. همچنین به آنیون‌های (فلورید (F−), کلرید (Cl−), برمید (Br−), یدید (I−) و آستاتین (At−)) که همگی از یک هالوژن مشتق شده‌اند، یون‌های هالید گویند. هالیدها معمولاً به صورت MxXy نشان داده می‌شوند که در آن X نماد یون هالید است. یون‌های هالید به تنهایی به صورت X- نشان داده می‌شوند.
یکی از کاربردهای این ترکیبات در تولید لامپ‌هایی موسوم به لامپ‌های متال هالید است.

## ترکیبات
چند نمونه از ترکیبات هالید:
- سدیم کلرید (NaCl)
- پتاسیم کلرید (KCl)
- پتاسیم یدید (KI)
- بریلیم فلوئورید (BeF2)
- لیتیم کلرید (LiCl)
- کلرید مس (II) (CuCl2)
- نقره کلرید (AgCl)
- کلرید کلسیم (CaCl2)
- فلوئورید کلر (ClF)
- هالوکربن‌ها
  - برومو متان (CH3Br)
  - یدوفرم (CHI3)